# Giáo hoàng Êugêniô IV
Êugêniô IV (Latinh: Eugenius IV) là vị giáo hoàng thứ 207 của giáo hội công giáo. Theo niên giám tòa thánh năm 1806 thì ông đắc cử Giáo hoàng năm 1431 và ở ngôi Giáo hoàng trong 15 năm 11 tháng 20 ngày.
Niên giám tòa thánh năm 2003 xác định ông đắc cử Giáo hoàng ngày 3 tháng 3 năm 1431, ngày khai mạc chức vụ mục tử đoàn chiên chúa là ngày 11 tháng 3 và ngày kết thúc triều đại của ông là ngày 23 tháng 2 năm 1447.
Giáo hoàng Eugenius IV sinh tại Venice năm 1383 với tên là Gabriele Codul-mer. Ông là cháu gọi Grêgôriô XII bằng cậu. Giáo hoàng Martinô V co y dinh triệu tập công đồng ở Constance, nhưng công đồng chưa kịp khai mạc thì Martinô V qua đời ngày 20.2.1431. Ngày 3.3 hồng y đoàn đã bầu một tu sĩ dòng Âu tinh rất đạo đức và khắc khổ, lên kế vị tức Eugenius IV. 

## Công đồng Bâle
Tân Giáo hoàng xuôi theo ý kiến của nhiều người nên đã thay đổi nơi triệu tập công đồng, thay vì ở Constance nay thỏa thuận để cho hồng y Cesarini khai mạc công đồng ở Bâle (một địa danh ở phía bắc Thụy Sĩ ngày nay) vào tháng 7 năm 1431. Nhưng các nghị phụ đến tham dự rất thưa thớt, chính Eugenius cũng không thể đến chủ tọa. Vì những lý do trên, ngày 18.12.1431 Eugenius IV ban tông chiếu giải tán công đồng Bâle và công bố sẽ họp tại Bolonia để các sứ giả của Constantinopoli tới dễ dàng.
Trong khi đó, số các nghị phụ đến Bâle thêm đông và đã nhóm phiên họp thứ nhất ngày 14.12.1431, nhưng đến ngày 23.12, sứ giả Daniel Rampi trao cho hồng y Cesarini tông chiếu giản tán công đồng. Nghe đọc tông chiếu, các nghị phụ hết sức bất bình và trong phiên họp thứ hai ngày 15.2.1432 các ông đã tuyên bố công đồng Bâle cứ tiếp tục, được các hoàng đế và nhiều vua chúa ủng hộ, Các nghị phụ còn lập lại quyết định của công đồng Constancia về quyền tối thượng của đại công đồng.
Phiên họp thứ ba ngày 29.4.1432, các nghị phụ sai sứ giả đến xin Giáo hoàng bỏ ý định giải tán công đồng, đồng thời xin ông đích thân đến chủ tọa công đồng. Eugenius IV đã đồng ý cho công đồng tại Bâle tiếp tục. Ngày 11.9.1433, ông ra một văn thư rút lại tông chiếu giản tán, nhưng phủ nhận quyền tối thượng của công đồng.
Năm 1437, khi công đồng bàn tiếp về việc hiệp nhất với Giáo hội đông phương, Eugenius đề nghị công đồng di chuyển đến mọi nơi trong nước Ý để anh em Đông phương có thể tới tham dự. Nhưng phần lớn các nghị phụ chống đối, và đề nghị cứ họp ở Bâle hoặc ở Avignon hay thành nào khác trong xứ Savoie. Công đồng còn đòi Giáo hoàng trong vòng 60 ngày phải đến trình diện. Trước thái độ đó, Eugenius IV ra tông chiếu Doctoris Gentium ngày 18.9.1437 đưa công đồng về Ferrare, nơi ông đã hội ý với hoàng đế Byzantin.

## Công đồng Ferrare
Công đồng do đức Eugenius IV triệu tập được khai mạc ở Ferrare ngày 8.1.1438, chính thức tiếp tục từ công đồng ở Bâle. Giáo hoàng Eugenius IV đích thân đến chủ tọa từ cuối tháng 1 năm 1438. Phái đoàn Hy Lạp đến rất đông, khoảng 700 người dẫn đầu là hoàng đế Joannes VIII Paleologus (1425-1448), đức giáo chủ Josephus thành Constantinopoli, giáo hội Nga có đức Isidorus, giáo chủ thành Kiev.

## Công đồng Florence
Công đồng Florence là Công đồng Chung XVII - (1438-1445) đã chấm dứt cuộc ly khai giữa Đông và Tây phương. Lúc này, ở Bâle chỉ còn một mình hồng y người Pháp tên là Louis Aleman cùng 10 Giám mục và gần 300 nhà thần học, luật gia, tu sĩ để họp "công đồng ly khai" chống lại Eugenius IV.
Ngày 16.5.1439, công đồng Bâle dưới sự chủ tọa của hồng y Aleman đã công bố: công đồng có quyền trên Giáo hoàng. Và ngày 25 tháng 6, công đồng tuyên án hạ bệ Eugenius IV. Ngày 5.11.1439, hồng y Aleman, 11 Giám mục, 7 đan viện phụ, 5 nhà thần học, 9 luật gia đã bầu ông hoàng Amédée VIII xứ Savoie làm Giáo hoàng tức Felix V (5-11-1439 và 24-5-1440 - 7-4-1449). Khi vị này từ chức, họ đặt Giáo hoàng Nicolas V trùng danh hiệu với Nicolas V (1447-55), nhưng ít người hưởng ứng.
Tháng 2 năm 1439, công đồng được dời sang Florence, vì dân thành này hứ giúp Giáo hoàng đài thọ các phí tổn cho phái đoàn Hy Lạp. Công đồng Chung này quyết định Giáo hoàng có quyền trên công đồng qua một bản tuyên ngôn quan trọng đã được biểu quyết: "Đức Giáo hoàng Rôma là người kế vị thánh Phê-rô và là đại diện Chúa Ky-tô, ngài là đầu Giáo hội và là cha cũng là Thày mọi Giáo dân, có quyền dạy bảo, cai trị và điều khiển toàn thể Hội thánh.
Công đồng Florence có những thành quả sáng chói ít là bên ngoài. Công đồng xem xét nội dung các tranh luận giữa người Hy-lạp và La-tinh, đặc biệt là từ Filioque (Và bởi Chúa Con). Các ông hoàng phía Chính Thống đang cần viện binh để đối đầu với sức tiếp quân của Hồi Giáo Thổ Nhĩ Kỳ, phía Roma liền đặt điều kiện "hiệp nhất".
Công đồng đã đi sâu vào những tranh luận thần học và kết thúc tốt đẹp với sắc lệnh hiệp nhất "Laetentur coeli" ngày 05 tháng 7 năm 1439. Vì "bóng mây buồn thảm của thời gian dài chia cắt đã qua, ánh quang của sự hiệp nhất ước mơ bấy lâu đã chiếu sáng tất cả". Đông phương được dùng bánh có men trong Thánh Lễ. 

## Hiệp nhất các giáo hội
Nhiều Giáo hội trở về hiệp nhất Arménie (1439), Jacobit (1442), Syria (1444), Chaldea và Maronit (1445). Thế kỷ sau thêm Ukraina (1596), Rumani (1697)...Các cuộc thương nghị về hiệp nhất được nối tiếp tại Rôma từ năm 1442 với các tiểu Giáo hội Đông phương. Bên Đông phương, dân chúng chối bỏ sắc lệnh hiệp nhất và từ chối phục tùng.
Thế nhưng việc hiệp nhất không được trọn vẹn. Các giáo chủ ủng hộ hiệp nhất như Isidoro thành Kiev, Josephus thành Constantinopolis bị các giáo sĩ và dân chúng phản đối. Còn các Giám mục phản đối bản văn như Marco thành Epheso thì được tung hô như người hùng bảo vệ Chính thống giáo.
Tình hình thêm xấu khi Tây Phương thờ ơ trước vận mạng của Constantinopolis, bị rơi vào tay Thổ Nhĩ Kỳ năm 1453. Với thời gian việc đại kết vẫn có thể thành sự, nhưng trước mắt, quan hệ Đông Tây chấm dứt, các dị biệt ngày càng tăng.
Eugenio tuyên bố chỉ nhìn nhận những sắc lệnh Constancia không nghịch với quyền tối cao của Giáo hoàng. Ông cũng là người đỡ đầu cho nghệ thuật và cho tái thiết đền Pantheon (đền thờ bách thần), Colosseum (đại hý trường).
Ông thiết lập một khoản thuế trên rượu nho để thu lấy quỹ cho Đại học Rôma "La Sapienza", nhưng tiền này lại đực dùng để xây cất một cung điện gần nhà thờ thánh Êutakiô, cung điện này được đặt tên là "La Sapienza" (Khôn ngoan). Ông qua đời ngày 23 tháng 2 năm 1447.